# 天主教唐暨康納教區
天主教唐暨康納教區（拉丁語：Dioecesis Dunensis et Connorensis）是愛爾蘭一個羅馬天主教教區。範圍包括安特里姆郡、唐郡和倫敦德里郡一部。屬阿馬總教區。座堂位於貝爾法斯特。

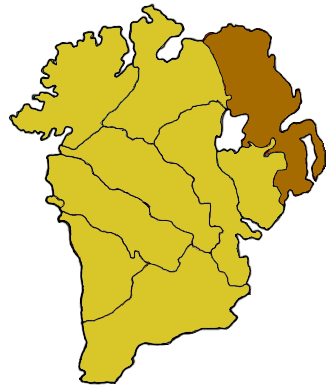
唐暨康納教區管轄範圍圖

2007年，在當地1,000,000人口中，有教友321,021人，佔轄區總人口32.1%、88個堂區、243名司鐸、93名修士、266名修女。現任主教為諾艾·特雷納。1451年由兩個教區合併而成。